# Vincenzo Carabetta
Vincenzo Carabetta [Vinčenzo Karabeta], (* 7. září 1973 Francie) je bývalý reprezentant Francie v judu.

## Sportovní kariéra
V začátcích své kariéry stál před otázkou zdali bude tak úspěšný jako jeho starší bratr Bruno. V prvních letech předpoklady naplňoval, ale v tvrdé konkurenci francouzských judistů postupně začal ztrácet. V olympijském roce 1996 měl bojovat o Atlantu především s Dmonfokuem. Trenéři však překvapivě sáhli do polostřední váhy, odkud vytáhli mediálně populárního Jandziho.
V dalším olympijském cyklu bojoval o pozici reprezentační jedničky. Pomohlo mu i vážné zranění jeho největšího konkurenta Dmonfokua. Ten se však stihl do olympijské sezóny 2000 uzdravit a do Sydney ho nepustil.
Sportovní karieru ukončil až v roce 2004

## Výsledky
| Turnaj             | 1993 | 1994 | 1995 | 1996 | 1997 | 1998 | 1999 |
| ------------------ | ---- | ---- | ---- | ---- | ---- | ---- | ---- |
| Mistrovství světa  | dns  | -    | dns  | -    | úč.  | -    | úč.  |
| Mistrovství Evropy | dns  | 2.   | 5.   | dns  | dns  | 3.   | 5.   |
| ME juniorů         | 3.   | -    | -    | -    | -    | -    | -    |